# Swallow
Swallow – wieś i civil parish w Anglii, w Lincolnshire, w dystrykcie West Lindsey. W 2011 roku civil parish liczyła 289 mieszkańców. Swallow jest wspomniana w Domesday Book (1086) jako Sualan.